# Cervantismo
El cervantismo es el estudio de la obra y figura de Miguel de Cervantes, autor de Don Quijote de la Mancha.

## Historia
El escritor José María de Pereda afirmaba que:

conste que entiendo yo por

Cervantismo: La manía de los Cervantistas; y por

Cervantista: El admirador de Cervantes, y el que se dedica a ilustrar y comentar sus obras.
(Pereda, 1922, p. 313)

Hay quienes proponen que el origen del cervantismo habría que situarlo en la Vida de Cervantes que Mayans redactó por encargo de Lord Carteret para incluirla al frente de la edición del Quijote. Una segunda edición de la biografía también fue publicada como suelto en Madrid en 1750. Se trata de la primera edición monumental del Quijote y de la primera que incluye su retrato. El modelo de Carteret (vida de Cervantes, texto del Quijote cotejado y aderezado con láminas) se convertiría en el patrón para las ediciones posteriores. Uno de los temas abordados por el cervantismo es la cuestión del lugar de nacimiento de Cervantes.